# كأس فرنسا 1960–61
كأس فرنسا 1960–61 (بالفرنسية: Coupe de France de football 1960-1961)‏ هو موسم من كأس فرنسا. أشرف على تنظيمه اتحاد فرنسا لكرة القدم، وفاز فيه نادي سيدان.